# William Crowninshield Endicott

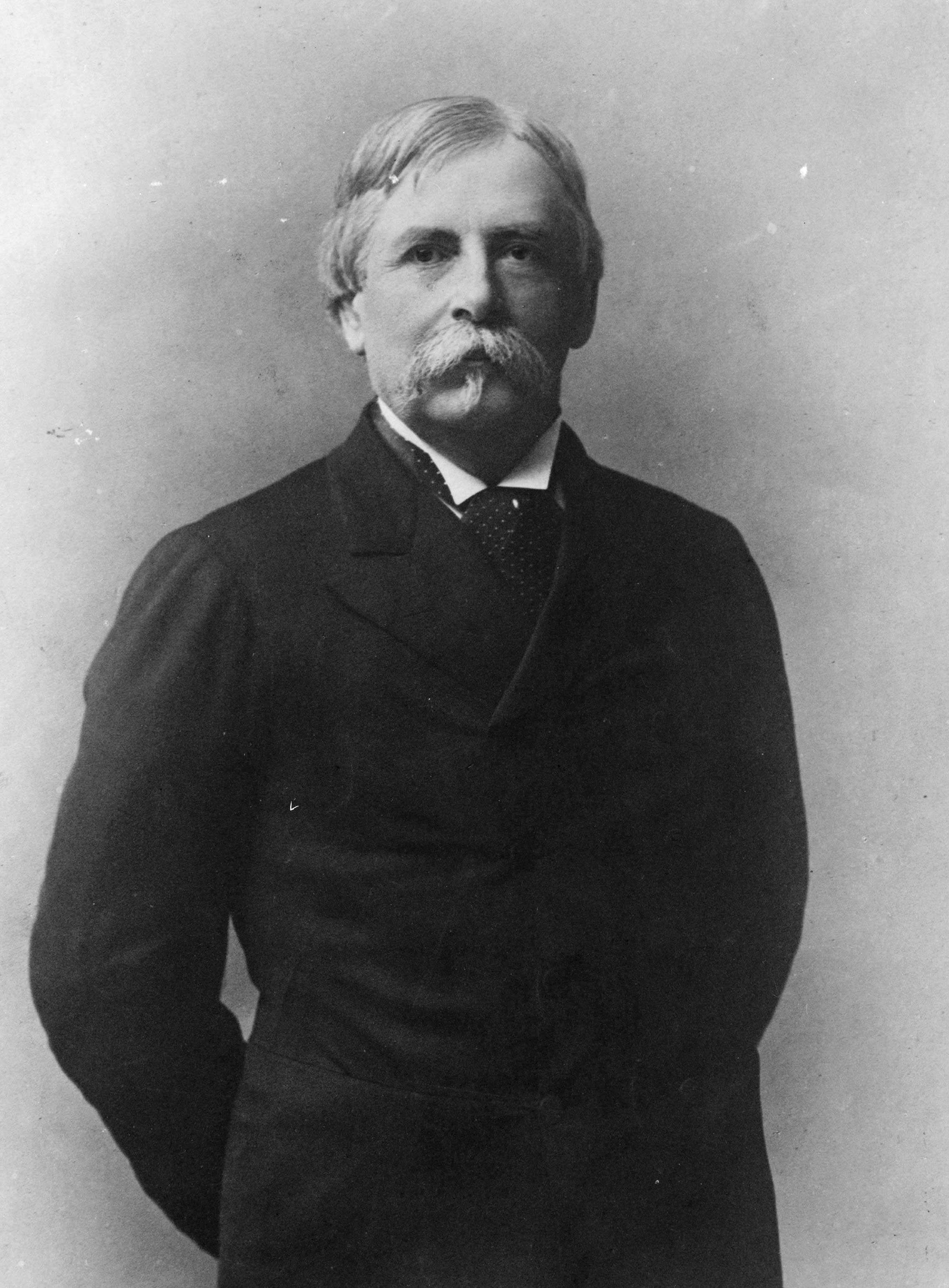
William Crowninshield Endicott

William Crowninshield Endicott (* 19. November 1826 in Salem, Massachusetts; † 6. Mai 1900 in Boston, Massachusetts) war ein US-amerikanischer Politiker und Kriegsminister unter Präsident Grover Cleveland.

## Leben
William Crowninshield Endicott, Sohn von William P. und Mary (Putnam) Endicott, wurde in Salem geboren. Er promovierte 1847 an der Harvard University, besuchte von 1849 bis 1850 die Harvard Law School und arbeitete ab 1850 an einem Gericht in Massachusetts.
Am 13. Dezember 1859 heiratete er in Salem Ellen Peabody, die Tochter von George und Clarissa (Endicott) Peabody. Ihr Großvater, Joseph Peabody († 1844), war ein angesehener Reeder in Salem, der mit dem Import von Pfeffer aus Sumatra ein Vermögen gemacht hatte. William und Ellen hatten zwei Kinder.
Nachdem er 1879 erfolglos als Demokrat für den Kongress kandidiert hatte, diente Endicott bis 1882 am Obersten Gerichtshof von Massachusetts. Danach stellte er sich 1884 zur Wahl als Gouverneur und scheiterte. Nachfolgend wurde er zum Kriegsminister berufen. In dieser Position diente er zwischen 1885 und 1889 unter Grover Cleveland. Endicott beaufsichtigte viele wichtige Änderungen in der Organisation der United States Army, einschließlich der Einrichtung eines Systems zur Kontrolle der Offiziersbeförderung.
William Endicott führte außerdem den Ausschuss für Festungsanlagen ein, die die Modelle für die Bildung der amerikanischen Küstenverteidigungsanlagen in der Zeit des Spanisch-Amerikanischen Kriegs verbessern sollten.
Von 1875 bis 1885 war er im Verwaltungsrat des Harvard College, Präsident der Harvard Alumni Association von 1888 bis 1890 und Beirat der Harvard Corporation von 1884 bis 1895.
William Crowninshield Endicott verstarb am 6. Mai 1900 in Boston. Er wurde mit seiner Ehefrau in der Endicott Lot auf dem Harmony Grove Cemetery in Salem begraben.

## Familie
Seine Tochter, Mary Crowninshield Endicott, heiratete zuerst den britischen Politiker Joseph Chamberlain 1888 und später den anglikanischen Geistlichen William Hartley Carnegie 1916.
Er war ein direkter Nachkomme des Gouverneurs John Endecott und ein entfernter Verwandter von Gouverneur Endicott Peabody.